# Hjalte Froholdt
Hjalte Froholdt (Svendborg, Dinamarca, 20 de agosto de 1996) es un jugador profesional danés de fútbol americano que se desempeña en la posición de lineman en Arizona Cardinals, equipo de la National Football League (NFL).

## Carrera
Fue seleccionado en la cuarta ronda en la Reunión Anual de Selección de Jugadores de la NFL de 2019. En 2020, hizo su debut profesional con el equipo New England Patriots, en el cual jugó una temporada (2020-2021), después pasó a Houston Texans (2021-2022), luego a Cleveland Browns (2022-2023), posteriormente a Arizona Cardinals, donde lleva jugando una temporada.